# Å (Lofoty)

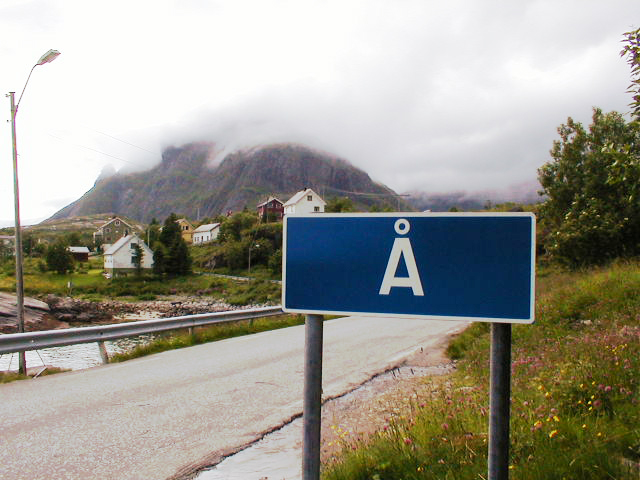
Cedule při vjezdu do Å.

Å je vesnice o přibližně stovce obyvatel na norských Lofotech nacházející se na jihu ostrova Moskenesøy. Název vesnice znamená přibližně „malý horský potok“. Å je součástí obce Moskenes.
Vesnice je se zbytkem Lofot a pevninským Norskem propojena silnicí krále Olafa (Kong Olafvs veg) otevřenou v roce 1992. Mezinárodně je tato silnice označována jako E10 a v Å končí. Další cesta na norskou pevninu, do města Bodø, je možná trajektem z přístavu Moskenes, vzdáleného asi čtyři kilometry severně od Å.
Největší část vesnice a také sladkovodního jezera patří rodině Johana B. Larsena a jeho potomkům.
Hlavním zdrojem příjmů vesnice je turistický ruch během letní sezóny. Místní muzea přibližují kulturu a život na Lofotech. Velkou část vesnice Å zabírá rybářský skanzen, jehož areál tvoří třiadvacet až sto padesát let starých budov. Mezi nimi je několik rorbu (rybářské domky), loděnic, kovárna, pekárna a varna na velrybí olej.

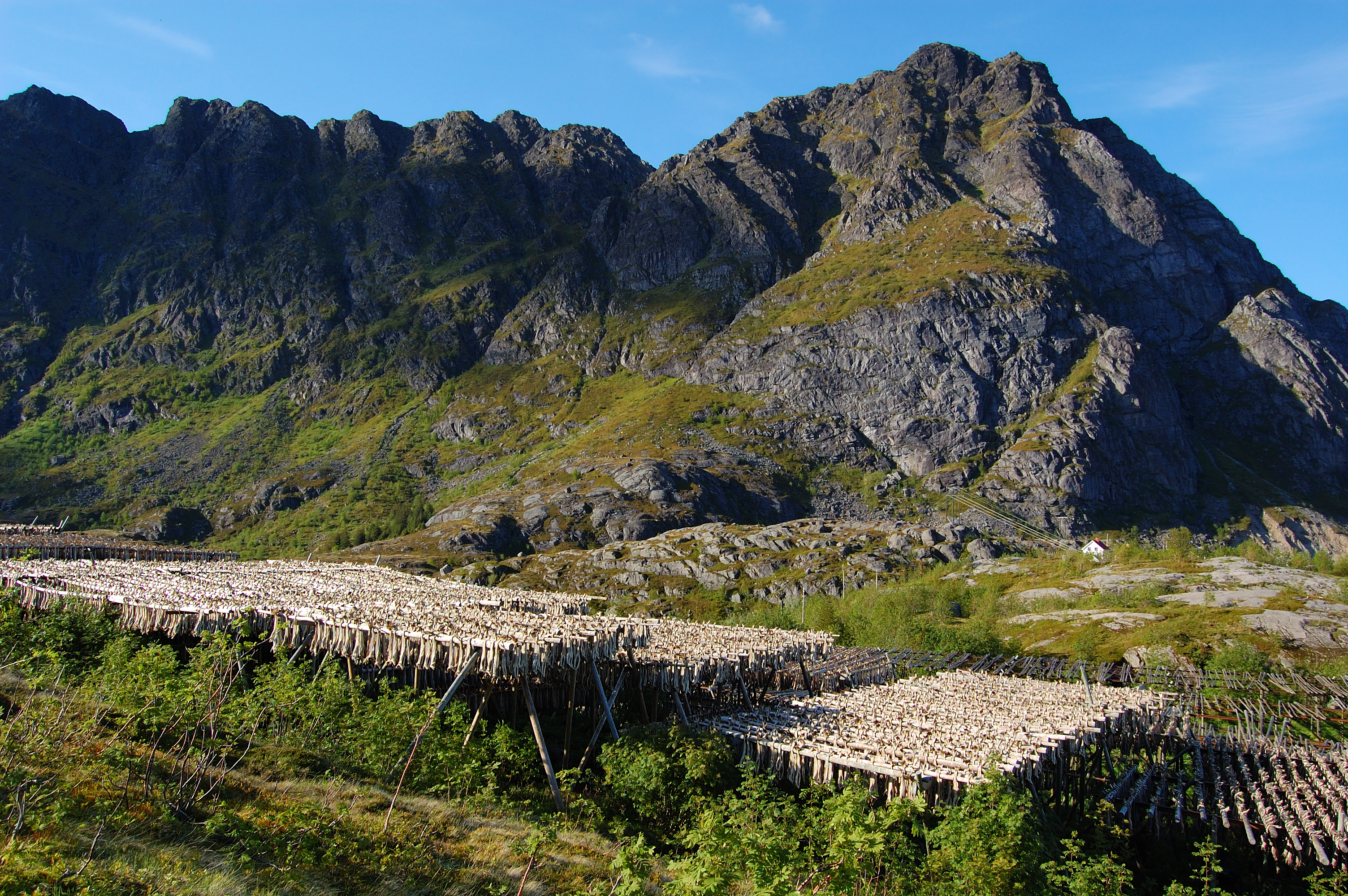
Sušení ryb v Å.

V Å sídlí Norské rybářské muzeum (Norsk Fiskeværsmuseum) a Muzeum sušených ryb (Tørrfiskmuseum), ve kterém je představována tisíciletá historie obchodu se sušenými rybami. Není vysvětlován pouze způsob jejich sušení, ale muzeum též objasňuje osmnáct úrovní kvality a příslušné nároky na ně. I v současnosti jsou v Å v létě sušeny ryby, jejichž hlavním odběratelem je B. Larsen A/S ze Sørvågenu.
Z turistického hlediska je zajímavá túra na západní stranu ostrova do vesnice Stokkvika či na některou z hor obklopujících Å. Å nabízí pohled na Moskeneský průliv a ostrov Værøy. Několik objektů v rybářském skanzenu slouží jako turistická ubytovna (Vandrerhjem), který je součástí celosvětové sítě hostelů Hostelling International.